# JTBC
JTBC este o rețea de televiziune prin cablu din Coreea de Sud. A fost fondată în 2011, concurând în principal cu KBS, MBC și SBS.